# 風俗
风俗又称習俗，是指在地區社会文化中长期形成之风尚、礼节、习惯以及禁忌等的总和，民間的風俗又稱作民間習俗。風俗包羅萬有，衣、食、住、行、娛樂、社交、戀愛、性愛、生育、婚嫁、丧葬、宗教、歲時及藝術等。

## 词源与定义
在先秦的《荀子》中已经有了“移风易俗”的说法。而“风俗”一词来自班固的《汉书》。班固在书中为“风俗”做的解释是：“凡民函五常之性，而其刚柔缓急，音声不同，系水土之风气，故为之风；好恶取舍，动静亡常，随君上之情欲，故谓之俗”（凡是民众都有父义、母慈、兄友、弟恭、子孝的习性，然而其中也有刚柔缓急的区别，语言口音的不同，这乃是因为地理、气候环境，即水土风物的差别造成的，因此称为风；民众所喜好、所厌恶，所想要与不想要的，以及行动静止没有常规，是因为这些都随着个人的感情欲望而变化，因此称为俗）。

## 地域与民族
有风俗习惯存在一定相似，但同时也存在差异。中国有句古话叫“十里一风，百里一俗”，以此来说明习俗风格随地理位置的不同而不同。当然，不同的民族之间风俗习惯也存在一定的差异。
- 相似

从整个中国范围来说，汉族大的习俗是大体相同的，比如都要过春节、端午节、中秋节，但實際上各地的節日習俗不盡相同，另外日本、朝鮮半島、越南也有相似的風俗。
- 地域差异

婚丧嫁娶存在地域差异。
- 民族差异

比如傣族独特的泼水节，是一个盛大隆重的节日，规模和重视程度可以和汉族的春节相提并论。

## 約定俗成
不明文規定，不含條約、合約精神約束的規則。《荀子·正名》：“名無固宜，約之以命，約定俗成謂之宜，異於約則謂之不宜。”由人的風俗習慣而成的「無形規則」。
同屬漢字文化圈的日本，「風俗」一詞原指民間通俗，對應英語的；但現今常用來代稱「風俗營業」，類似中文所稱的「特種行業」，尤其是性風俗（性產業）。

## 延伸阅读
[在维基数据编辑]
 《欽定古今圖書集成·明倫彙編·皇極典·風俗部》，出自陈梦雷《古今圖書集成》
- 岸本美緒：〈「風俗」與歷史觀 （页面存档备份，存于）〉。